# Lyon (rzeka)
Lyon (ang. River Lyon) – rzeka w środkowej Szkocji, w hrabstwie Perth and Kinross, dopływ rzeki Tay.
Rzeka wypływa z jeziora Loch Lyon i płynie w kierunku wschodnim, doliną Glen Lyon. Nad rzeką położone są osady Pubil, Cashlie, Bridge of Balgie, Innerwick, Camusvrachan, Inervar, Croftgarrow, Fortingall i Keltneyburn. Za tą ostatnią rzeka uchodzi do Tay.